# Thelyphonus seticauda
Espèce
Synonymes
- Tetrabalius seticauda (Doleschall, 1857)

Thelyphonus seticauda est une espèce d'uropyges de la famille des Thelyphonidae.

## Distribution
Cette espèce se rencontre en Indonésie aux Moluques, à Sulawesi, à Sumbawa et à Sumatra et aux Philippines.

## Publication originale
- Doleschall, 1857 : Bijdrage tot de Kenntis der Arachniden van den Indischen Archipel. Verhandelingen der Natuurkundige Vereeniging in Nederlandsch-Indie (Acta Societatis Scientiarum Indo-Neerlandicae), vol. 13, p. 339-434.